# 140 Квартал
140 Квартал — посёлок в Кизнерском районе Удмуртской республики Российской Федерации.

## География
Село находится в юго-западной части республики, в зоне хвойно-широколиственных лесов, на правом берегу реки Люги, на расстоянии примерно  14 км на восток-северо-восток (по прямой) от посёлка Кизнер, административного центра района. 

### Климат
Климат характеризуется как умеренно континентальный. Среднегодовая температура воздуха — 2,5 °С. Средняя температура воздуха самого тёплого месяца (июля) — 18,7 °C; самого холодного (января) — −14,2 °C. Среднегодовое количество атмосферных осадков составляет 400—450 мм, из которых до 300 мм выпадает в тёплый период.

## История
Известен с 1955 года. До 2021 года входил в состав Саркузского сельского посёления.

## Население
Постоянное население составляло 37 человек в 2002 году (русские 59 %, удмурты 30 %), 18 в 2012.